# دونالد فان سلايك
دونالد ديكستر فان سلايك (بالإنجليزية: Donald Van Slyke)‏ (29 مارس 1883 4 مايو 1971) عالم هولندي أمريكي شهير في الكيمياء الحيوية. من أهم إنجازاته نشر 5 كتب و317 مقالة مجلة، فضلا عن حصوله على العديد من الجوائز من بينها قلادة العلوم الوطنية وجائزة الإنجاز العلمي. وقد سمّيت وحدة القياس (non-SI) باسمه، حيث ابتكر سلايك اختبارا لتحديد الأحماض الأمينية.

## الأيام المبكرة والتعليم
ولد سلايك في مدينة بايك في نيويورك في 29 مارس 1883. حصل على البكالوريوس في عام 1905 والدكتوراه في عام 1907 من جامعة ميشيغان، مدرسة والده الأم. دراسته للدكتوراه أجريت تحت إشراف الدكتور موسس كومبرج.

## بعد دراسة الدكتوراه
حصل سلايك على منصب باحث ما بعد الدكتوراه في جامعة روكفلر في عام 1907 تحت رعاية عالم الكيمياء الحيوية (فويبس ليفين). ليفين أيضا رتب له قضاء سنة واحدة في برلين تحت هيرمان إميل فيشر في عام 1911. عمله في وقت مبكر تركّز على تحديد الأحماض الأمينية لتكوين البروتينات. وحصل إنجاز كبير خلال هذا الوقت حيث تم اكتشاف الحامض الهيدروكسيليسيني الأميني.

## الكيمياء السريرية
في عام 1914م، عُيَّن سلايك رئيس الكيميائيين في معهد مستشفى روكفلر المؤسس حديثا، حيث لعب دورا رئيسيا في تطوير مجال الكيمياء السريرية. عمله تركز خصوصا على قياس مستويات الغاز والكهرل في الأنسجة، وكان يعتبر واحدا من مؤسسي كيمياء الدم الكمية. وهو أيضا يعتبر من قبل العديدين أول من أشاع مصطلح «الكيمياء السريرية» في المجلدين الذين نشرهما الكيمياء السريرية الكمية، بالاشتراك مع جون بيترز. والذين استقبلا على نطاق واسع في عالم الطب كأفضل كتب الكيمياء السريرية الكمية. وخلال هذه الفترة، شغل منصب مدير تحرير مجلة الكيمياء البيولوجية من عام 1914 إلى عام 1925.

## بروكهافن
في عام 1948م، ولدى اقترابه من سن التقاعد، تولى سلايك منصب نائب مدير البيولوجيا والطب في مختبر بروكهافن الوطني. شغل هذا المنصب لفترة وجيزة قبل أن يعود مرة أخرى إلى البحث في بروكهافن حيث استمر حتى وفاته في عام 1971.

## الجوائز والأوسمة

### دكتوراه فخرية في العلوم
- جامعة ييل، 1925.
- جامعة ميشيغان، 1935.
- جامعة نورث وسترن، 1940.
- جامعة شيكاغو، 1941.
- جامعة لندن، 1951.
- جامعة روكفلر، 1966.

### دكتوراه فخرية في الطب
- جامعة أوسلو، 1938.
- جامعة أمستردام، 1962.
- جامعة أولم، 1970.

### الميداليات والجوائز
- زمالة تشارلز مايكل جامعة تورنتو، 1936.
- ميدالية فيليب أ. كون، نادي الكيميائيين، نيويورك 1936.
- جائزة ويلارد جيبس، شيكاغو من الجمعية الكيميائية الأمريكية، 1939.
- (Order of Brilliant Jade)، تايوان، 1939.
- ميدالية كوبر، رابطة الأطباء الأمريكيين، 1942.
- (Order of Brilliant Star)، جمهورية الصين، 1947.
- جائزة فيشر في الكيمياء التحليلية، الجمعية الكيميائية الأمريكية، 1953.
- جائزة جون فيليبس التذكارية، الكلية الأمريكية للأطباء، 1954.
- جائزة فان سلايك، (الأولى) في الكيمياء السريرية، رابطة الكيميائيين السريريين الأمريكية، 1957.
- (AMA Scientific Achievement Award) الأولى الجمعية الطبية الأمريكية، 1962.[6]
- جائزة أميس، الجمعية الأمريكية للكيمياء السريرية، 1964.
- قلادة العلوم الوطنية، الولايات المتحدة، 1965.[7]
- ميدالية إليوت كريسون، معهد فرانكلين، فيلادلفيا، 1965.[8]
- وسام أكاديمية نيويورك للمساهمات المتميزة في العلوم الطبية الحيوية، أكاديمية نيويورك للطب، 1967.[9]